# Пьетро (епископ Мо)
Пьетро (Pietro) — католический церковный деятель XII века. По одним источникам родился во Франции, по другим — выходец из знатной сиенской семьи Дандини. Получил степень доктора в Парижском университете. Был архидьяконом кафедрального собора в Мо, c 1172 по 1175 года был епископом Мо. На консистории в сентябре 1173 года был провозглашен кардиналом-священником с титулом церкви Сан-Кризогоно. В 1178 году совместно с епископами Безье и Нарбонны, а также будущим святым Анри де Марси, проповедовал против учений вальденсов и альбигойцев.